# Ibn Kuteiba
Abú Mohammed Abdalláh ben Muslim Ibn Kuteiba (arabul: أبو محمد عبد الله بن مسلم بن قتيبة الدينوري), (Bagdad, 828 – Bagdad, 889. november 13.) középkori arab történetíró.
Hosszú ideig ideig szülővárosában volt tanár, majd Dináverben bírói hivatalt nyert. Mintegy 40 művet írt, amelyek közül a legnevezetesebbek a következők: Adab alkátib, az arab nyelv legfontosabb sajátosságainak összefoglalása; Kitáb al-ma'árif ('A tudnivalók könyve') című történelmi kézikönyv; a régi arab költők életrajzai. Ezen a három alkotásán kívül több könyve létezik a muszlim tradíció tudományról.